# Pueblo tsotsil
El pueblo tsotsil o tzotzil habita en el centro norte del estado de Chiapas, en el sureste mexicano. Forma parte de la familia mayense junto con otras lenguas en los estados de Tabasco, Yucatán, Campeche, Quintana Roo y en los países centroamericanos de Guatemala, Belice y Honduras.
Se puede ubicar con cierta precisión en los municipios de Amatán, El Bosque, Huitiupán, Simojovel, Chalchihuitán, Pantelhó, Soyalhó, Bochil, Chenalhó, San Andrés Larráinzar, Chamula, Zinacantán, Ixtapa, Acala, Huixtán, San Lucas y San Cristóbal de las Casas.
El pueblo tsotsil no es homogéneo, ya que puede percibirse una primera gran división dada su extensión geográfica: la región tsotsil de los Altos de Chiapas, con clima frío y geografía montañosa; y la región tsotsil de la zona baja, con clima tropical y geografía menos accidentada.
Hay una fuerte correlación entre la capacidad para hablar idioma tsotsil y la pertenencia a ese pueblo. Sin embargo, esta lengua se ve, en muchas zonas, amenazada ante la influencia de la lengua mayoritaria, que es el español, en tanto que la cultura propia del pueblo puede estar o no en la misma situación.
El atlas etnográfico de los Pueblos Indígenas de Chiapas, publicado 2005, indica que la zona de los altos de Chiapas es donde se localiza el mayor porcentaje de tsotsiles. Siendo la Ciudad de San Cristóbal de las Casas el centro político, comercial y administrativo donde confluyen sus actividades. El pueblo tsotsil es uno de los diez pueblos originarios de Chiapas, y se autodenominan bats iviniketik (‘hombres verdaderos’).

## Historia
En la antigüedad se hablaba de tres grandes señoríos que dominaban la región y combatían entre sí: el de Zinacantán, el de Pontewits (cerca del actual San Andrés Larráinzar) y el de Huitiupán.
En diciembre de 1522, Cuzcácuatl, señor de los zinacantecos, viajó hasta la Villa del Espíritu Santo (hoy Coatzacoalcos) para ofrecerse a los españoles como aliado. La primera expedición española al área tsotsil tuvo lugar hacia la Pascua de 1524 y fue encabezada por Luis Marín, quien contó con la ayuda de los zinacantecos para someter a los demás señoríos indígenas.
Los conquistadores prosiguieron hasta Huixtán, cuyos habitantes también escaparon. Los españoles decidieron no continuar su avance, y al resultarles imposible imponer servicios y tributación a los indígenas ya conquistados, optaron por regresar, en mayo del mismo año, hacia la costa del Golfo. Tras su retirada, los tsotsiles volvieron a sus formas de vida y actividades tradicionales. Dos años después, las autoridades españolas empezarían a otorgar títulos de encomienda sobre dichos pueblos, en favor de los conquistadores que habitaban en la Villa del Espíritu Santo. Los encomenderos hacían incursiones esporádicas a los Altos para obligar a los indígenas a pagarles con comida y textiles.